# 天秀尼

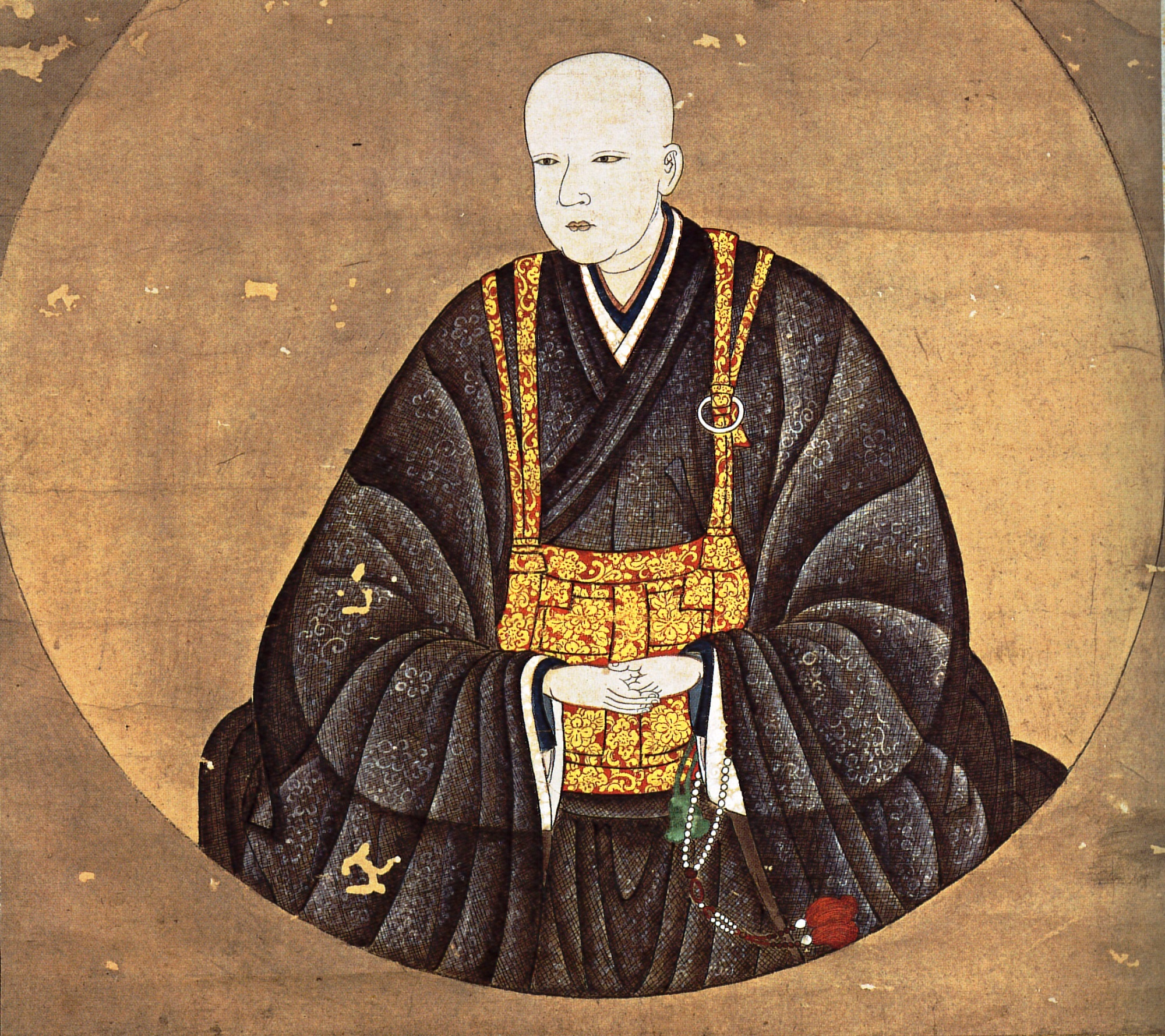
東慶寺藏天秀尼像

天秀尼（1609年—1645年），豐臣秀賴之女，母親為側室成田助直之女。本名不詳，在《日本歷史女性大詞典》中寫其名為千代姬，但是也有些戲劇故事裡寫為豐姬、秀姬等等，又有一名為奈阿姬。

## 生平
大坂夏之陣以後，秀賴正室千姬向家康請命，保全了秀賴之女，但條件是要秀賴之女以千姬為養母，並且出家為尼。當時只有七歲的秀賴之女便被送到鎌倉的東慶寺出家，號天秀法泰尼，之後通稱天秀尼，是東慶寺的第二十任住持。
由於有養母千姬做為後盾，天秀尼在任住持期間，不但寺法得以存續，而且許多寺裡的建築、佛具也得到改建、更新。
1643年爆發會津騷動，會津藩當主加藤明成與其家臣堀主水之間起衝突，主水的妻子逃往東慶寺，卻被加藤明成強行押出。為此天秀尼向千姬提出訴求，請她「在廢除東慶寺寺法或讓加藤家崩潰之間二選一」，千姬知悉後請其弟當代將軍德川家光處理此事，最後加藤家得到的處罰是由會津四十萬石被大大減封為石見・吉永（石見國吉永藩）一萬石。
天秀尼於1645年過世，葬在東慶寺內，豐臣秀吉的血統從此完全斷絕。